# Blätter für Architektur und Kunsthandwerk
Blätter für Architektur und Kunsthandwerk war der Titel einer von 1888 bis 1917/1922 erschienenen Fachzeitschrift für Architektur und Kunsthandwerk, die als Mappenwerk mit losen Bildtafeln und jeweils einer Textbeilage mit kurzen Erläuterungen gestaltet war. Anfangs erschienen die Mappen zweiwöchentlich, später monatlich. Die Mappen enthielten anfangs drei bis fünf von Fotografien reproduzierte Tafeln mit Abbildungen, später umfasste ein Jahrgang regelmäßig 120 Tafeln. Die Zeitschrift wurde von Paul Graef gegründet und herausgegeben, sie war als Ergänzung zu anderen, eher technisch ausgerichteten Periodika konzipiert und behandelte fast ausschließlich die baukünstlerische Gestaltung. Als Beilage enthielt die Zeitschrift von 1898 bis 1902 den Anzeiger für Architektur und Kunsthandwerk, von 1903 bis 1917 dann den Anzeiger für Architektur, Kunsthandwerk und Bau-Industrie.
Nachdem die Blätter nacheinander in den Berliner Verlagen Braun, Max Spielmeyer und Julius Becker erschienen waren, entstand schließlich der selbstständige Verlag der Blätter für Architektur und Kunsthandwerk GmbH, Steinmetzstraße 46 in Berlin W 57 (1910). Die Tafeln wurden in Lichtdruck-Technik von der Druckerei W. Neumann in Berlin produziert.
Die Zeitschrift zeigte größtenteils Bauwerke bedeutender Architekten ihrer Zeit, wie z. B. Friedrich Adler, Joseph Durm, Friedrich Hitzig, Ludwig Eisenlohr, Heinrich Jassoy, Alfred Messel, Hermann Muthesius oder Paul Wallot, meist aus Deutschland. Über längere Phasen wurden parallel dazu auch ältere, kunsthistorisch interessante Bauten dargestellt. Die Inhalte wandten sich mit den populärwissenschaftlich dargestellten Schwerpunkten Baugeschichte, Kunstwissenschaft und Denkmalkunde sowie künstlerisch bedeutender Bautechnik sowohl an Künstler im Baugewerbe wie auch an Kunstgelehrte und Kunstinteressierte.

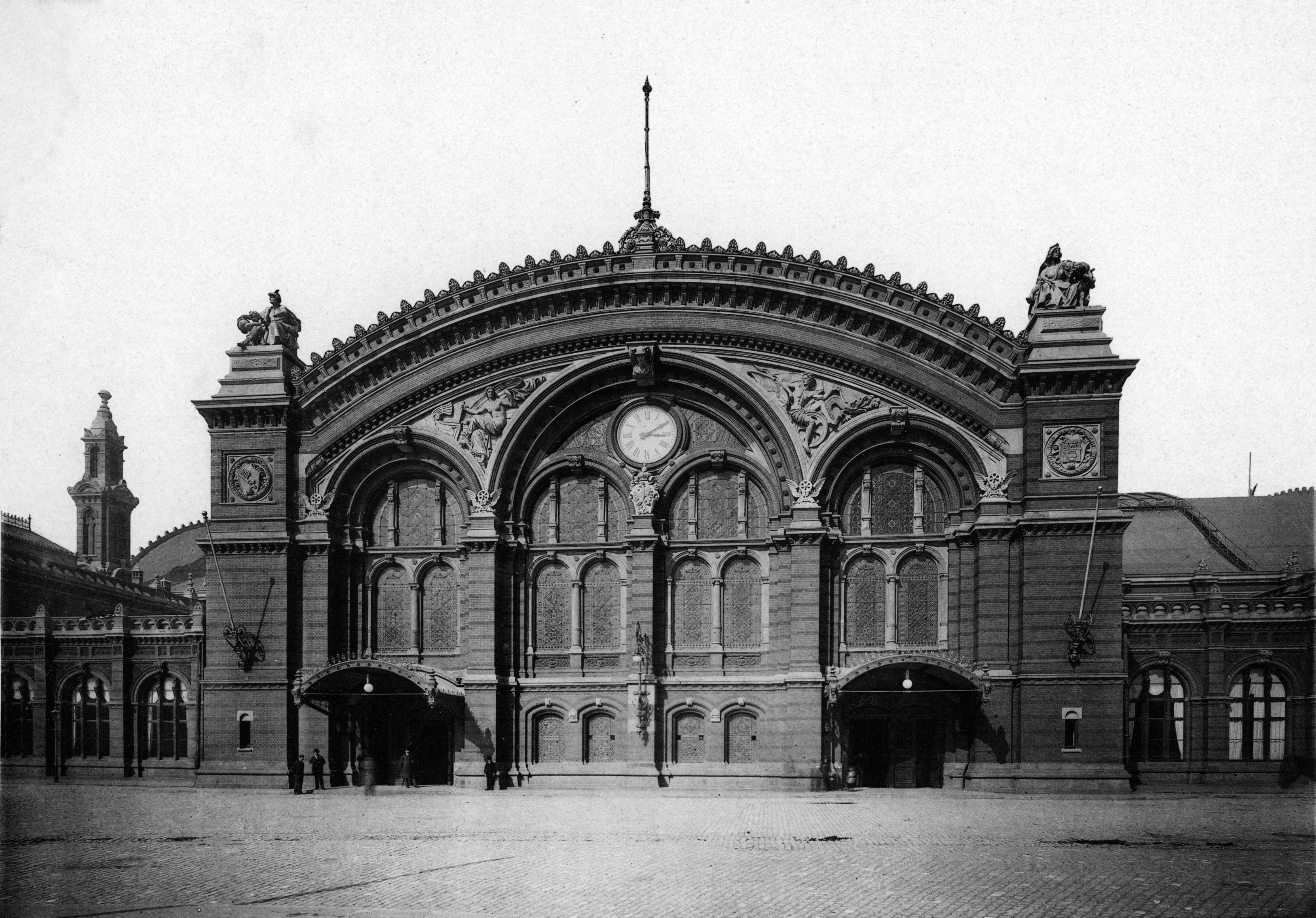
Hauptbahnhof in Bremen, Architekt Hubert Stier, Fotograf Georg Alpers junior
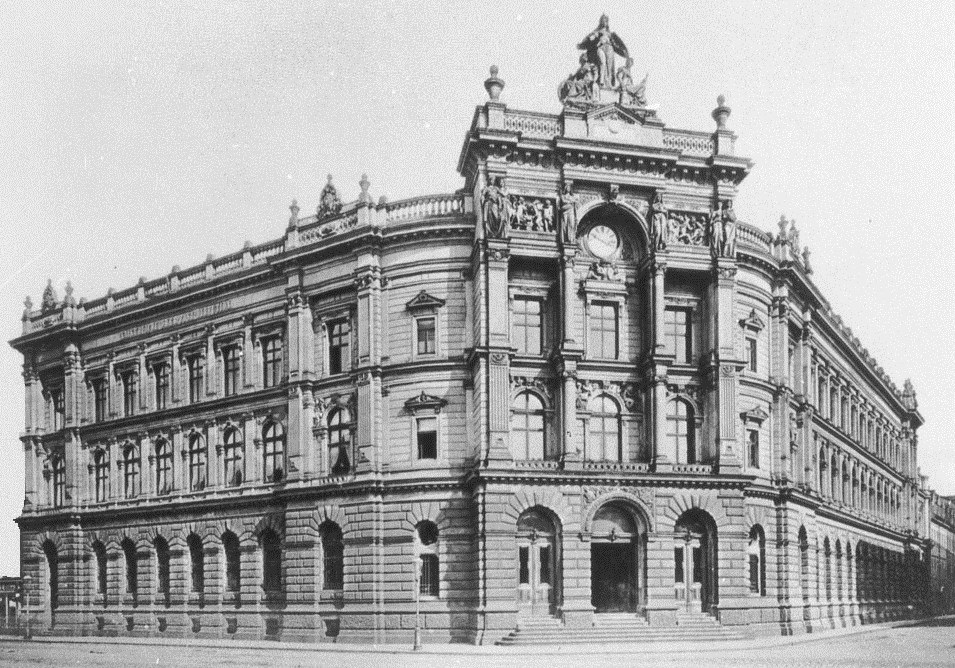
Oberpostdirektion in Dresden
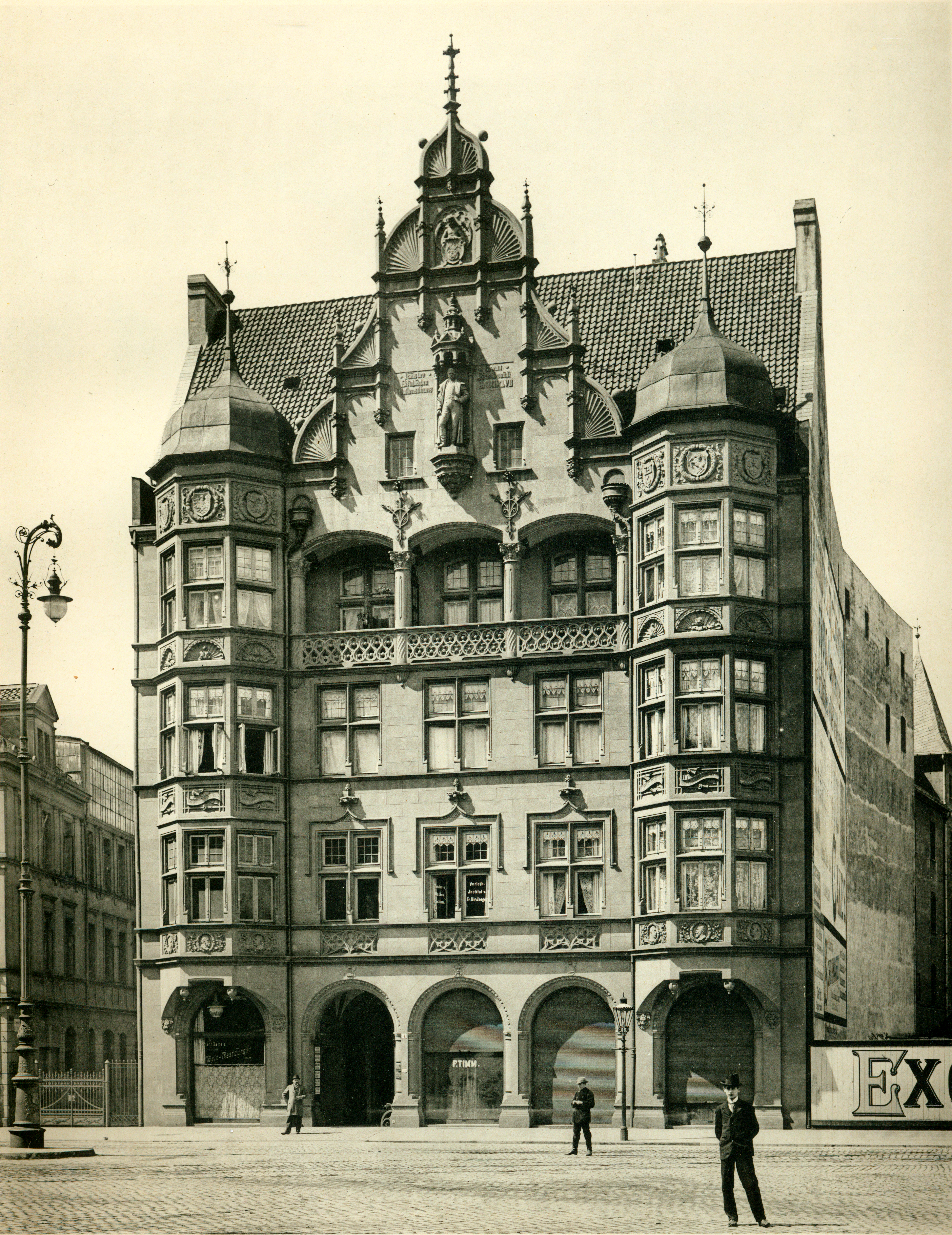
„Haus der Striehlschen Waisenstiftung“ in Hannover, 1897 von Hermann Schaedtler, Fotograf Georg Alpers senior
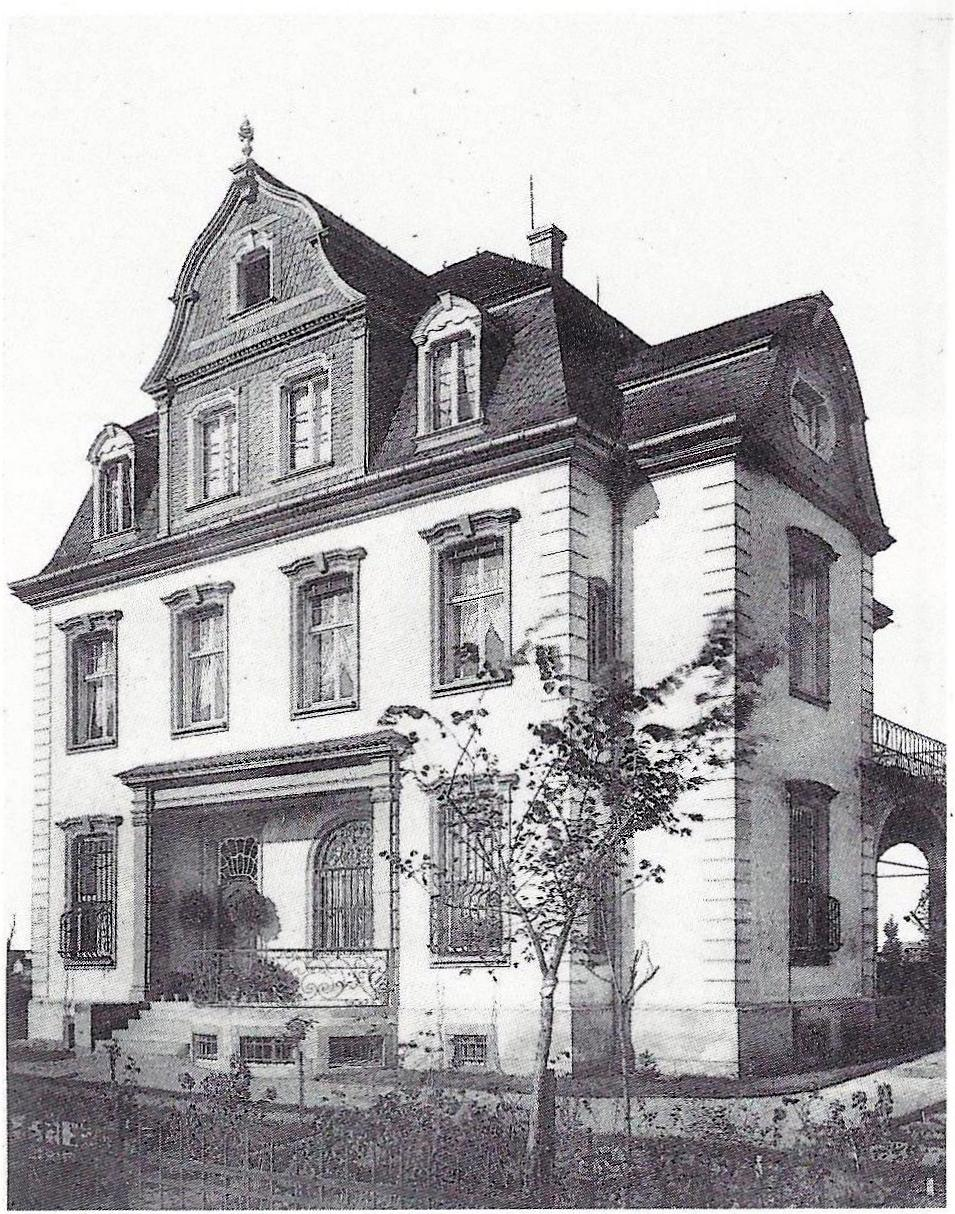
Villa Below in Köln
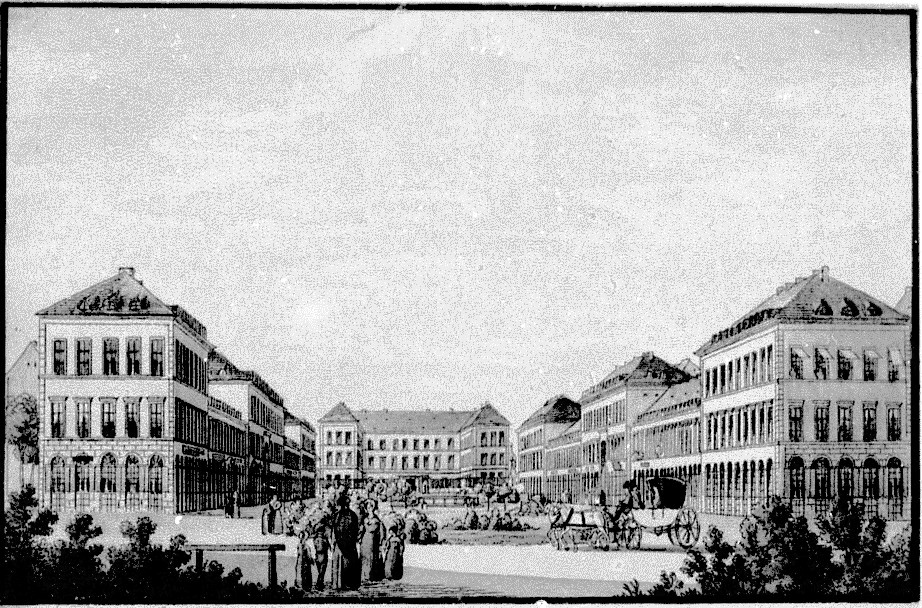
Antonsplatz in Dresden
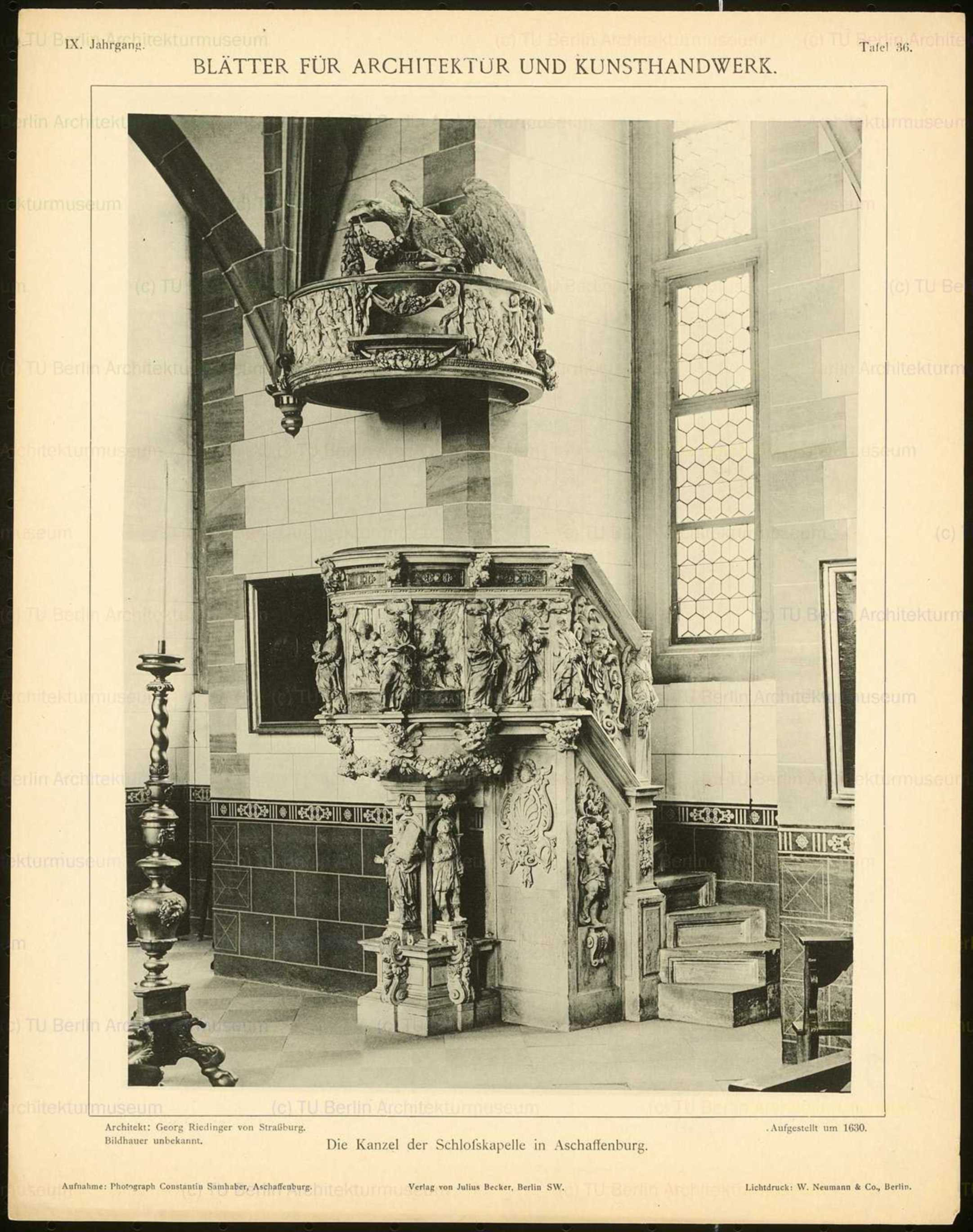
Schlosskapelle Aschaffenburg, Fotograf Constantin Samhaber